# Kroger 200 (NASCAR Nationwide Series)
Das Kroger 200 war ein Autorennen der NASCAR Nationwide Series, welches im O’Reilly Raceway Park at Indianapolis in Clermont in Indianapolis im US-Bundesstaat Indiana stattfand. Erstmals wurde es 1982 ausgetragen. Damit gehörte es zu den ältesten Rennen der Nationwide Series.
Es war das einzige Rennen der NASCAR, dessen Name über diesen Zeitraum niemals geändert wurde. Kroger sponserte das Rennen seit 1982.

## Bisherige Sieger
- 2011: Brad Keselowski
- 2010: Kyle Busch
- 2009: Carl Edwards
- 2008: Kyle Busch
- 2007: Jason Leffler
- 2006: Kevin Harvick
- 2005: Martin Truex junior
- 2004: Kyle Busch
- 2003: Brian Vickers
- 2002: Greg Biffle
- 2001: Kevin Harvick
- 2000: Ron Hornaday Jr.
- 1999: Jason Keller
- 1998: Dale Earnhardt junior
- 1997: Randy LaJoie
- 1996: Randy LaJoie
- 1995: Jason Keller
- 1994: Mike Wallace
- 1993: Tracy Leslie
- 1992: Joe Nemechek
- 1991: Bobby Labonte
- 1990: Steve Grissom
- 1989: Michael Waltrip
- 1988: Morgan Shepherd
- 1987: Larry Pearson
- 1986: Butch Miller
- 1985: Jimmy Hensley
- 1984: Morgan Shepherd
- 1983: Tommy Houston
- 1982: Morgan Shepherd